# Mecanismo interior
Mecanismo interior és una pel·lícula espanyola del 1971, opera prima del director cubà establert a Espanya Ramón Barco.

## Sinopsi
Lucía és una actriu neuròtica que durant el rodatge d'una pel·lícula pensa que tots la tracten amb hostilitat, fins i tot Norma, l'esposa del director que veritablement desitja ajudar-la. Però ella prefereix la companyia d'una principiant frívola qui li assegura que entrar a la seva habitació "és com entrar al seu cervell". Allí, amb records i somnis fantàstics, crea una falsa realitat on dona vida un amant imaginari, Robert, una versió millorada del seu marit Carlos. Lucía odia Carlos perquè és a la presó pel colpejar un jovenet que li recordava el seu germà deficient mental, que va morir dramàticament, fet del que se'n sent culpable. Tot aix`p li fa cercar aixopluc en Roberto, que en realitat no existeix. Quan torna Carlos es creu rebutjada per Roberto i reacciona de manera totalment esquizofrènica i amb desesperació.

## Repartiment
- María Mahor
- Dean Selmier
- Emiliano Redondo
- Gisia Paradís[3]
- Ángela Rhu
- Julio Muñoz Carrascosa
- Gloria Berrocal

## Recepció
La pel·lícula va formar part de la selecció oficial al Festival Internacional de Cinema de Sant Sebastià 1971, on va recollir males crítiques, considerant-la "delirant i avorrida" i fins i tot "una mala imitació d'Antonioni o Bertolucci". Tot i això, sí fou lloada l'actuació de María Mahor, qui l'any següent va rebre el premi a la millor actriu atorgat pel Sindicat Nacional de l'Espectacle.